# بری لارکین
بری لارکین (انگلیسی: Barry Larkin؛ زادهٔ ۲۸ آوریل ۱۹۶۴) بازیکن بیس‌بال اهل ایالات متحده آمریکا است.
وی در مسابقات کشوری و بین‌المللی در مجموع برندهٔ ۱ مدال نقره شده‌است.